# Brookeville
Brookeville is een plaats (town) in de Amerikaanse staat Maryland, en valt bestuurlijk gezien onder Montgomery County.

## Demografie
Bij de volkstelling in 2000 werd het aantal inwoners vastgesteld op 120.
In 2006 is het aantal inwoners door het United States Census Bureau geschat op 128, een stijging van 8 (6,7%).

## Geografie
Volgens het United States Census Bureau beslaat de plaats een oppervlakte van
0,3 km², geheel bestaande uit land.

## Plaatsen in de nabije omgeving
De onderstaande figuur toont nabijgelegen plaatsen in een straal van 12 km rond Brookeville.

## Trivia
- Brookeville was voor een dag de feitelijke hoofdstad van de Verenigde Staten, toen president James Madison ernaartoe uitweek na de verloren Slag bij Bladensburg, voorafgaande de Verbranding van Washington. De plaats staat bekend als "United States Capital for a Day".